# Süleymaniye-moskéen
Süleymaniye-moskeen (på tyrkisk Süleymaniye Camii) er en moske i Istanbul i Tyrkiet, opført 1550-1557 af den største osmanniske artitekt, Sinan. Moskeen er bygget af Suleyman d. prægtige 1550-57. Hele komplekset er på 98.000 m². Der var både skole, karavanestation, hospital, tyrkisk bad, fattigkøkken, gravmæler og butikker.
I grundtræk minder moskeen om Hagia Sophia, men Sinan har skabt et mere let og åbent rum, hvor alle bedende oplever at være under kuplen og lige meget i centrum. Sinan har valgt at trække de nødvendige, men lidet dekorative blokke halvt ud af rummet i siderne, og indendørs og udendørs er de camoufleret med gallerier. 
Moskeen rummer de ældste kendte iznikfliser af den klassiske type med blade og blomstermotiver i turkis, blå og rød på hvid baggrund. I den nordlige del af komplekset er Sinan begravet i et mausoleum. 
Fattigkøkkenet nordvest for moskeen bliver ikke længere brugt til at bespise fattige borgere. Her er en dyr restaurant ”Darüzziyafe” som serverer osmanniske specialiteter.
41°00′58″N 28°57′50″Ø / 41.016111111111°N 28.963888888889°Ø